# Marie-Aurore de Saxe

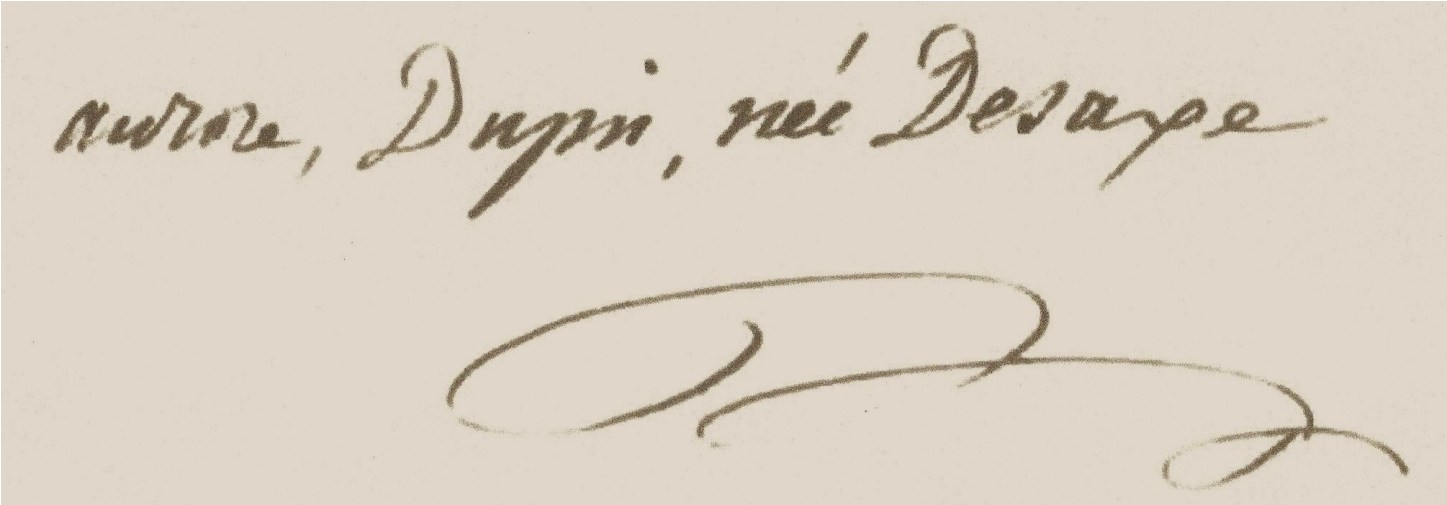
Signature de Marie-Aurore de Saxe.

Marie-Aurore de Saxe, comtesse de Horn, puis Madame Dupin de Francueil, est née à Paris le 20 septembre 1748 et morte à Nohant-Vic (Indre), le 26 décembre 1821. Fille naturelle du maréchal Maurice de Saxe, elle est la grand-mère de George Sand. Libre-penseuse, adepte des philosophes tels que Voltaire, Jean-Jacques Rousseau ou Buffon, la vie de Marie-Aurore de Saxe est marquée par les péripéties de l'Histoire et les drames personnels.

## Biographie

### Origines et jeunesse

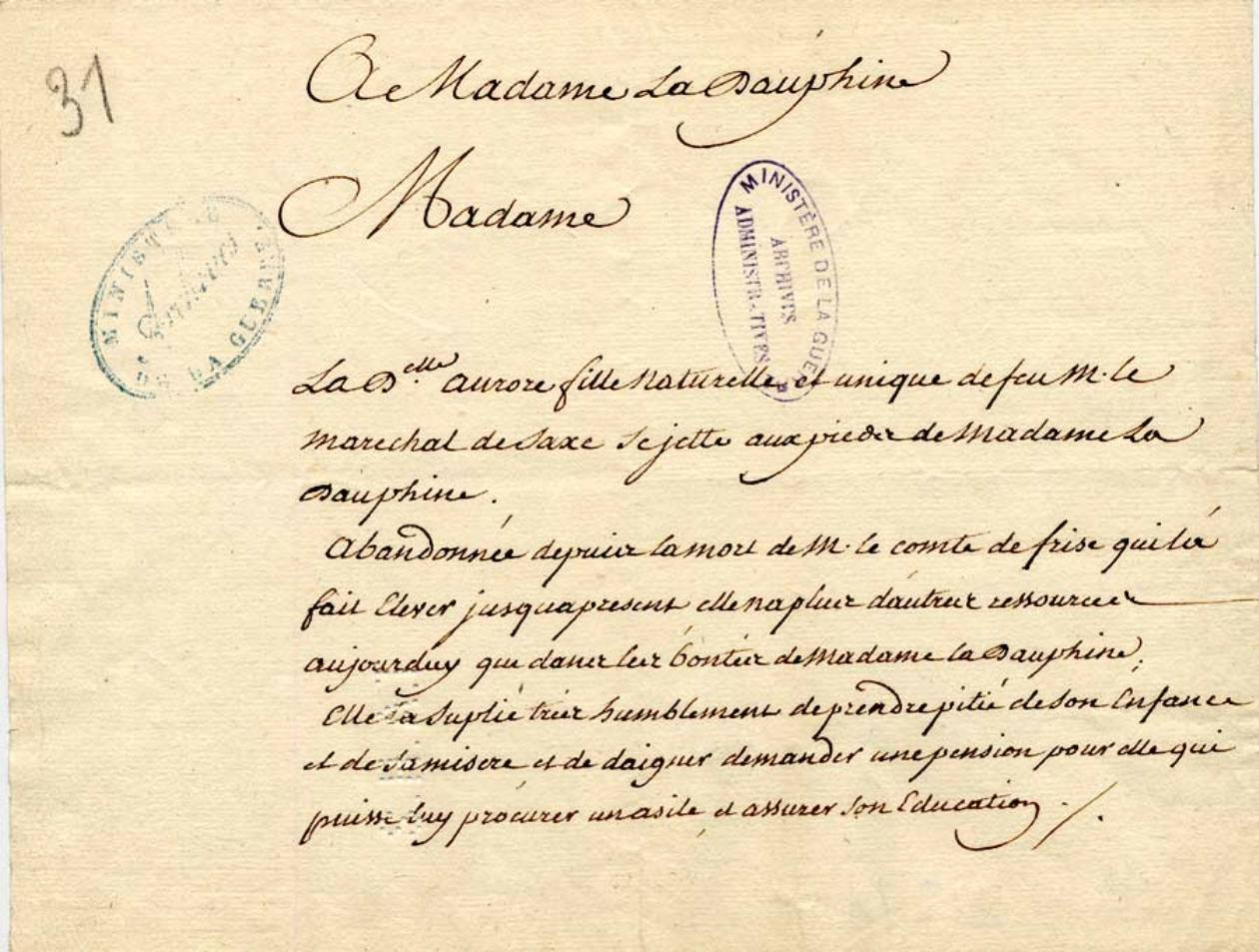
Supplique en faveur de Marie-Aurore adressée à la Dauphine, née Marie-Josèphe de Saxe, nièce du Maréchal de Saxe, en 1755.

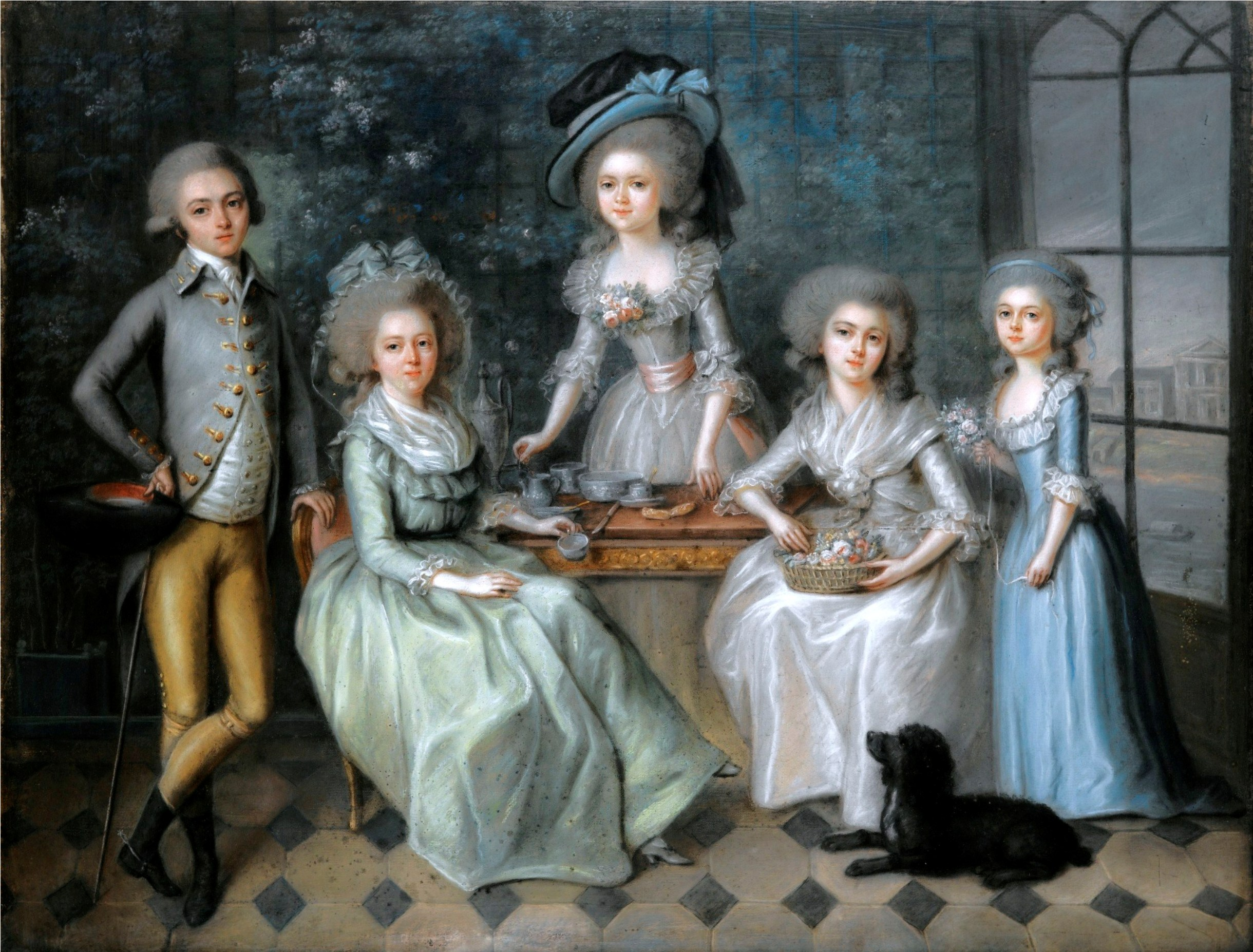
La famille de Saxe. Marie-Aurore de Saxe, comtesse de Horn, vers 1766. École française du XVIII.

Claude-Louis Rinteau, marchand limonadier, et son épouse, Marie-Anne Dupuy sont les parents de deux filles, Marie et Geneviève. Désireux d'assurer une brillante carrière à ses enfants, mais avant tout d'assurer la sienne, Louis Rinteau songe à Maurice de Saxe, maréchal de France, connu pour ses victoires militaires, mais aussi pour sa vie amoureuse agitée. Grand amateur d'art dramatique, ce dernier se fait suivre aux armées par une troupe ambulante de comédiens, afin de soutenir le moral de ses troupes. Louis Rinteau savait que les plus jolies actrices servaient au plaisir du maréchal quinquagénaire et sans le moindre scrupule, il lui présente ses deux filles au cours de l'année 1747. Louis Rinteau obtient en contrepartie, sa nomination comme garde-magasin militaire, source de profits avérés. Mais sa cupidité connaîtra le revers de la médaille. Maurice de Saxe est accusé de malversations ainsi que de détournements et si sa position lui permet d'échapper aux poursuites judiciaires — il est l'oncle par la main gauche de la Dauphine et un ami personnel de la marquise de Pompadour — il faut bien trouver des coupables. La justice va donc chercher en direction des subordonnés et Louis Rinteau est jeté en prison. Tandis que le « bon père de famille » médite sur son sort dans un cachot à Bruxelles, Marie, dix-sept ans, et Geneviève, treize ans, font ainsi leur entrée dans le monde du spectacle et se produisent au Théâtre des Armées. Elles adoptent pour la circonstance un nom de scène qui passera à la postérité : Mesdemoiselles de Verrières. Maurice de Saxe jette d'abord son dévolu sur la très jeune Geneviève, mais cette passade reste sans lendemain. Il en sera autrement pour l'aînée, Marie, d'une remarquable beauté et d'un esprit qui séduit le vieux soldat. Elle devient sa maîtresse et il s'empresse de l'installer dans le quartier du Marais, rue du Parc-Royal à Paris, une fois les campagnes militaires terminées. De cette liaison, naît une petite fille le 20 septembre 1748, Marie-Aurore. Elle est baptisée un mois après sa naissance, le 19 octobre 1748 à l'Église Saint-Gervais-Saint-Protais. L'enfant reçoit le patronyme d'un bourgeois de Paris, Jean-Baptiste La Rivière, nom fictif en réalité, et les prénoms de sa grand-mère, Marie-Aurore de Kœnigsmark. Son parrain est l'aide de camp du maréchal de France et des armées, Antoine-Alexandre Colbert, marquis de Sourdis et la marraine, sa tante Geneviève. Le maréchal de Saxe se désintéresse complètement du sort de sa fille naturelle et ne lui lègue rien, comme il se soucie  peu des enfants qu'il laisse derrière lui. Le comte Maurice de Saxe est également issu d'une filiation illégitime, celle du roi de Pologne, Auguste II et de la comtesse de Kœnigsmark.
Marie Rinteau, assurée d'une certaine notoriété, enchaîne les conquêtes sentimentales. Jean-François Marmontel puis le fermier général, Denis Joseph Lalive d'Épinay, figurent parmi les assidus de la belle. Ce dernier dépensera sans compter et installe les demoiselles de Verrières à Auteuil (hôtel de Verrières) [note A], après la mort du vainqueur de Fontenoy, survenue le 30 novembre 1750 au château de Chambord. De sa liaison avec Charles-Godefroy de La Tour d'Auvergne, prince de Turenne et duc de Bouillon, Marie Rinteau met au monde un fils à Paris le 31 octobre 1750, Charles-Godefroy-Marie de Beaumont [note B]. Marie-Aurore est toujours sous la responsabilité de sa mère, mais pour peu de temps.
L'un des neveux du maréchal de Saxe, le comte de Friesen, connu en France sous le nom de comte de Frise, a pour mission de subvenir aux besoins financiers de Marie-Aurore [note C]. Mais son décès en 1755 prive la fille naturelle du maréchal, de ressources. Une supplique de Marie Rinteau-de Verrières est adressée à la Dauphine Marie-Josèphe de Saxe la même année, en faveur de Marie-Aurore afin de pourvoir à son existence et assurer son éducation. Le roi Louis XV accorda une pension de 800 livres à « la demoiselle Aurore »,.
À la suite de la disparition du comte de Frise, Marie-Aurore dès l'âge de sept ans, est retirée à sa mère sur une décision de la Dauphine, Marie-Josèphe de Saxe, nièce du maréchal et mère des futurs rois de France : Louis XVI, Louis XVIII et Charles X. Marie-Josèphe de Saxe assure désormais la protection et l'éducation de sa cousine. Elle place Marie-Aurore dans une institution pour jeunes filles, d'abord au couvent des Ursulines à Saint-Cloud, puis à la maison royale de Saint-Louis à Saint-Cyr, fondée par Madame de Maintenon.

### Reconnaissance

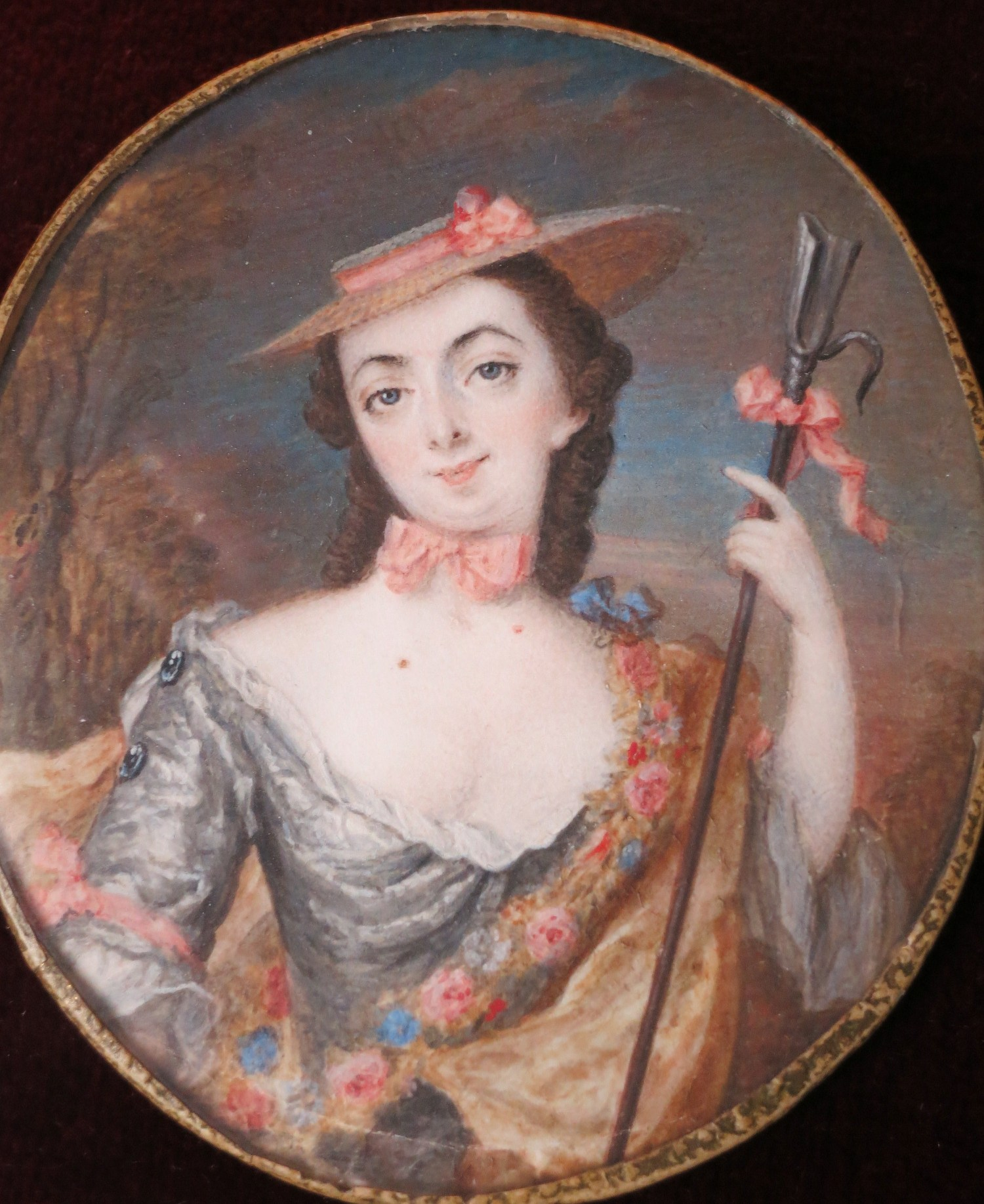
Marie-Aurore de Saxe en costume de bergère. Miniature du XVIII. Musée de la Vie romantique à Paris.

La Dauphine décide également de son avenir en organisant son mariage avec le comte Antoine de Horn. Pour que ce mariage soit validé, son acte de baptême doit être modifié afin que le nom de son véritable père apparaisse. Marie-Aurore fait appel au Parlement de Paris et le 15 mai 1766, après une enquête sérieuse, un arrêt du Parlement déclare que « Marie-Aurore est la fille naturelle de Maurice, comte de Saxe, maréchal des camps et armées de France, et de Marie Raintau ». Marie-Aurore enfin reconnue, est autorisée à porter le nom de Saxe. Elle épouse en premières noces, le comte Antoine de Horn à Paris, le 9 juin 1766. Mais ce dernier est tué en duel l'année suivante d'un coup d'épée à Sélestat, le 20 février 1767 à l'âge de quarante-quatre ans. Ce comte de Horn est fils naturel de Louis XV, auquel il ressemble "effroyablement" (George Sand, Histoire de ma vie chapitre II)
Marie-Josèphe de Saxe meurt le 13 mars 1767 à Versailles et son époux, le Dauphin Louis de France, l'a précédé quinze mois plus tôt. Privée de ses protecteurs, la pension que Marie-Aurore reçoit en tant que veuve, ne lui permet pas de couvrir ses dépenses. Elle se tourne dans un premier temps vers Voltaire, admirateur de son père, qui la recommande auprès de la comtesse de Choiseul, mais les démarches sont restées vaines. Marie-Aurore revient donc vivre auprès de sa mère, Marie Rinteau. Au cours de cette période, elle apprend le chant, joue la comédie, découvre la vie mondaine et se fait plusieurs relations. Toutefois, elle ne suit pas l'exemple de sa mère ou de sa tante, Geneviève Rinteau, qui mènent parallèlement à leur carrière de comédiennes, une vie de courtisanes. Marie-Aurore de Saxe conserve une conduite irréprochable. Mais le 22 octobre 1775 à Paris, Marie Rinteau meurt à l'âge de 45 ans. Marie-Aurore se retire alors avec une domestique, dans le couvent des Anglaises, rue des Fossés Saint-Victor à Paris. Elle reçoit fréquemment la visite de Louis Dupin de Francueil, soixante-deux ans, riche financier de trente-trois ans son aîné et ami de Jean-Jacques Rousseau. Louis n'est pas un inconnu pour Marie-Aurore, puisqu'elle l'avait déjà rencontré chez sa mère. Louis Dupin de Francueil était en effet, l'amant de Geneviève Rinteau. Louis demande la main de Marie-Aurore, qui hésite et finalement est séduite par sa grâce, son esprit et son caractère aimable. Le mariage est célébré en Angleterre à Londres, dans la chapelle de l'ambassade de France le 14 janvier 1777, pour éviter le désagrément d'une opposition vraisemblable. Les époux craignent à juste titre, une contestation des familles respectives, mais plus probablement celle de la Cour de France, protectrice de la fille du Maréchal de Saxe. Trois mois après, les nouveaux mariés sont de retour en France pour valider leur alliance à Paris, le 15 avril 1777 en l'église Saint-Gervais. Marie-Aurore de Saxe rapportera plus tard à sa petite-fille, Aurore Dupin de Francueil, plus connue sous le pseudonyme de George Sand, ce témoignage sur son époux : 

« Un vieillard aime plus qu'un jeune homme, disait-elle, et il est impossible de ne pas aimer qui nous aime parfaitement. Je l'appelais mon vieux mari et mon papa. Il le voulait ainsi et ne m'appelait jamais que sa fille, même en public. Et puis, ajoutait-elle, est-ce qu'on était jamais vieux dans ce temps-là ! C'est la révolution qui a amené la vieillesse dans le monde. Votre grand-père, ma fille, a été beau, élégant, soigné, gracieux, parfumé, enjoué, aimable, affectueux et d'une humeur égale jusqu'à l'heure de sa mort. »

### Madame Dupin de Francueil

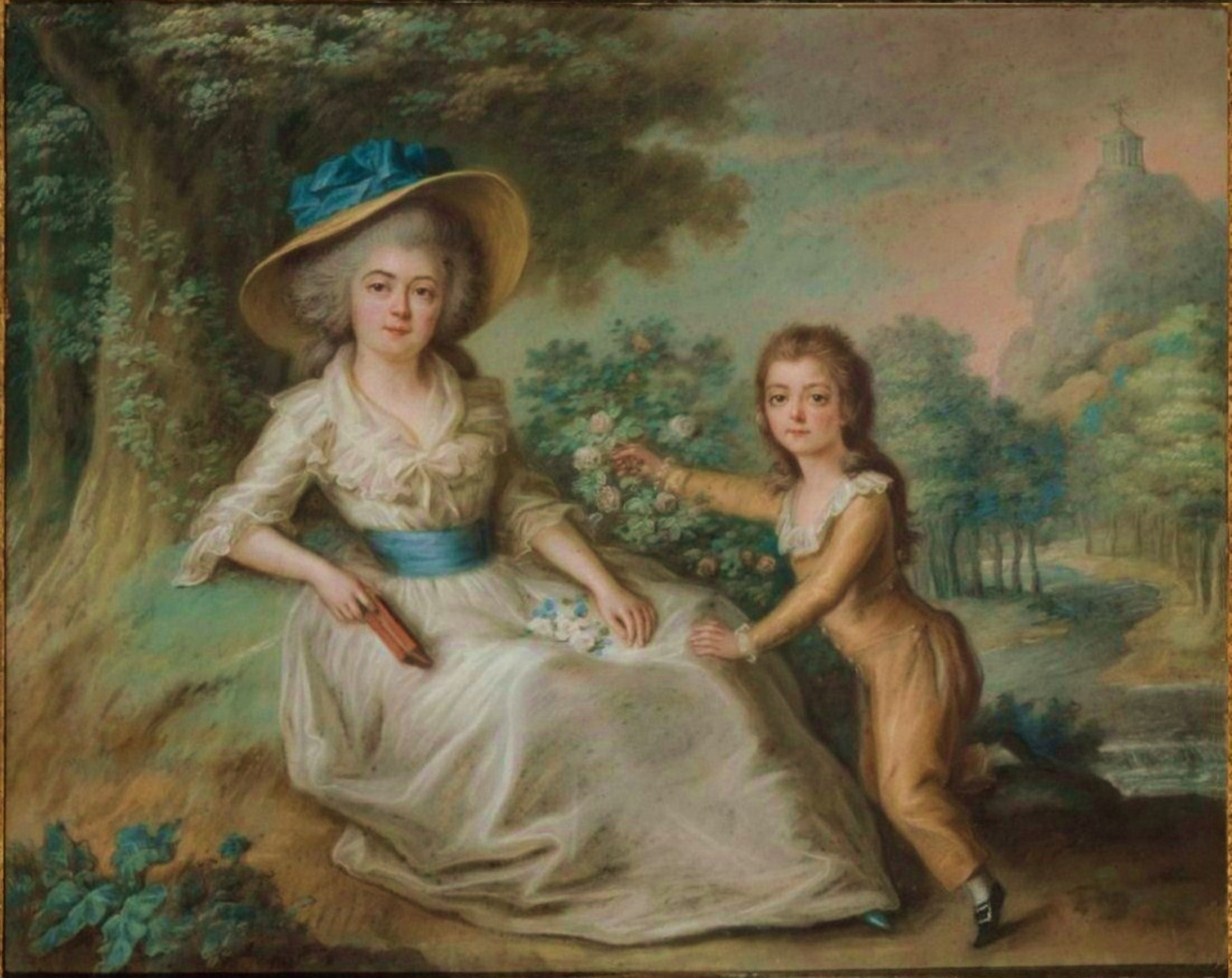
Marie-Aurore de Saxe et son fils Maurice, vers 1785. Musée de la Vie romantique à Paris.

De cette union est né Maurice-François-Élisabeth Dupin de Francueil à Paris dans le quartier du Marais, le 9 janvier 1778, et baptisé à l'Église Saint-Gervais le 18 janvier suivant. Son parrain est le marquis de Polignac. Unique enfant de Louis Dupin de Francueil et Marie-Aurore de Saxe, ses parents le prénomment Maurice en hommage à son grand-père, le Maréchal de Saxe.
Le couple passe une partie de l'année à Châteauroux dès 1783, où Louis gère les biens issus de l'héritage de son père, Claude Dupin. Ils s'installent au château Raoul, l'ancienne demeure des Chauvigny, princes de Déols et vicomtes de Châteauroux, et mènent une vie fastueuse bien au-dessus de leurs moyens. Dans leur maison se trouve une foule de domestiques et ils possèdent une écurie, une cavalerie ainsi que des chenils avec une meute nombreuse. Le couple reçoit beaucoup, donne réceptions et concerts. Les invités qui gravitent autour des Dupin, sont légion. Louis investit dans des manufactures de drap qui enrichissent la cité berrichonne sans pour autant être rentable pour leur propriétaire. M. et Mme de Francueil possèdent également un hôtel particulier à Paris au no 15 rue du Roi-de-Sicile, dans la paroisse de Saint-Gervais. Louis Dupin meurt en son domicile parisien, le 6 juin 1786. Marie-Aurore est pour la seconde fois, veuve et responsable d'un fils de huit ans. Elle s'acquitte des dettes laissées par son époux dont les affaires sont dans le plus grand désordre. Marie-Aurore se retrouve dans une situation modeste mais bénéficie pour vivre, d'une rente de 75 000 livres. Après la disparition de son mari, Madame Dupin de Francueil et Maurice quittent Châteauroux et viennent emménager dans la capitale, rue du Roi-de-Sicile. Mme Dupin engage un jeune précepteur pour parfaire l'éducation de son fils, Jean-Louis François Deschartres.
Au cours de la période révolutionnaire, Marie-Aurore de Saxe décide d'acquérir une propriété et aussi éloignée que possible des évènements parisiens. Ses relations et ses habitudes la rattachent au Berry et son choix se porte sur une maison de maître à Nohant près de La Châtre. Elle achète avec les restes de sa fortune ce domaine, le 23 août 1793 pour un total de 230 000 livres à Pierre Philippe Péarron de Serennes, un ancien officier d'infanterie et gouverneur de Vierzon, cousin de la famille Dupin de Francueil. La propriété ne se limite pas au seul château de Nohant, mais l'achat comprend également des demeures dont ceux de la Chicoterie, plusieurs bâtiments de ferme et l'ensemble des terres s'étend sur plus de 240 hectares.

### La Révolution et l'Empire

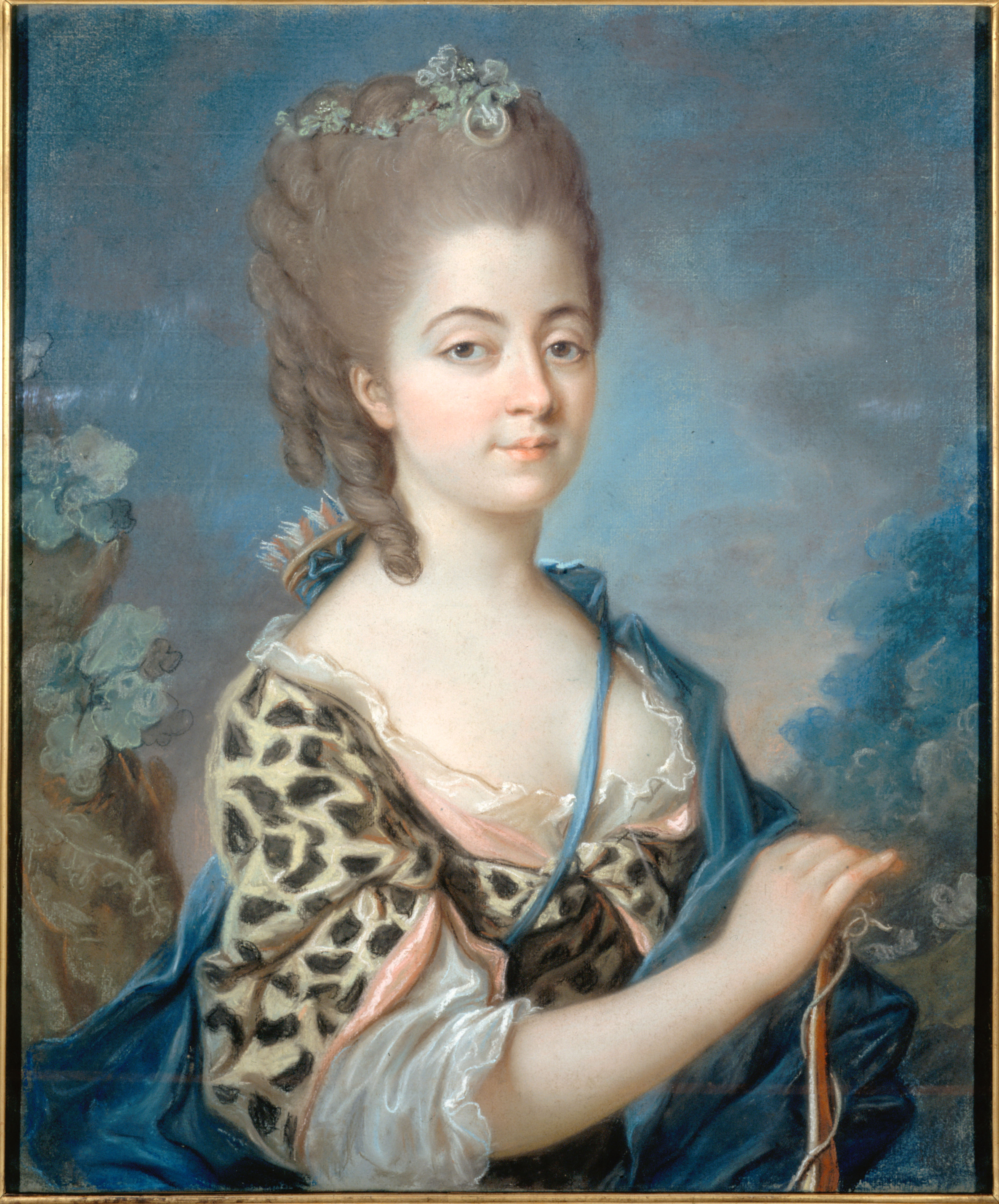
Marie-Aurore de Saxe en Diane chasseresse. Pastel du XVIII. Musée de la Vie romantique à Paris.

Marie-Aurore de Saxe, libre-penseur, est à la hauteur des idées de son temps. Elle voit arriver la Révolution sans effroi, elle qui est imprégnée des idées du siècle des Lumières, adepte des philosophes tels que Voltaire, Jean-Jacques Rousseau ou Buffon. Marie-Aurore est encore à Paris et occupe avec son fils un nouveau logement au no 12 de la rue Saint-Nicolas, propriété du sieur Amonin. En cette période troublée, nous sommes en pleine Terreur, celui-ci propose à sa locataire de cacher ses valeurs et ses papiers avec les siens dans l'appartement, ainsi que les titres de noblesse d'un gentilhomme, M. de Villiers. En vertu d'un décret, il était interdit de dissimuler des richesses, en particulier l'or, l'argent et les bijoux. À la suite d'une délation, une perquisition a lieu en pleine nuit, le 5 frimaire An II (25 novembre 1793). Les biens dissimulés sont trouvés et Marie-Aurore de Saxe est arrêtée le même jour puis incarcérée au Couvent des Anglaises. Cet ancien établissement religieux qui l'a accueilli après le décès de son premier époux est devenu sous la Révolution, une prison. Si Marie-Aurore avait en effet dissimulé des objets de valeur, elle cachait aussi des papiers compromettants, l'impliquant dans la fuite de plusieurs nobles dont, le comte d'Artois. Ces papiers ne sont pas retrouvés mais le risque d'une seconde perquisition est grand. Son fils et Deschartres réussissent à pénétrer dans l'appartement sous scellé, afin de détruire les documents en question. Le gouvernement révolutionnaire ne survit pas à la chute de Robespierre et Marie-Aurore comme tant d'autres prisonniers, est libérée le 4 fructidor An II (21 août 1794). Dès le début de l'an III (septembre 1794), Marie-Aurore retourne dans le département de l'Indre sur la terre de Nohant et poursuit avec François Deschartres, l'éducation de Maurice.
Celui-ci décide de suivre l'exemple de son grand-père, Maurice de Saxe, et devient soldat lors de la conscription générale du 5 septembre 1798. Maurice commence sa carrière militaire avec l'arrivée au pouvoir du général Bonaparte et au grand désespoir de sa mère. Il participe aux guerres napoléoniennes et devient lieutenant puis chef d'escadron au 1er régiment de hussards. À l'insu de sa mère, il épouse en secret une roturière, Sophie-Victoire-Antoinette Delaborde, à Paris le 5 juin 1804. Ce mariage précipité s'explique par l'état de grossesse avancé de Sophie qui donne le jour à une petite fille à Paris, le 1er juillet suivant et prénommée Amantine-Aurore-Lucile Dupin, future George Sand.

### Drames

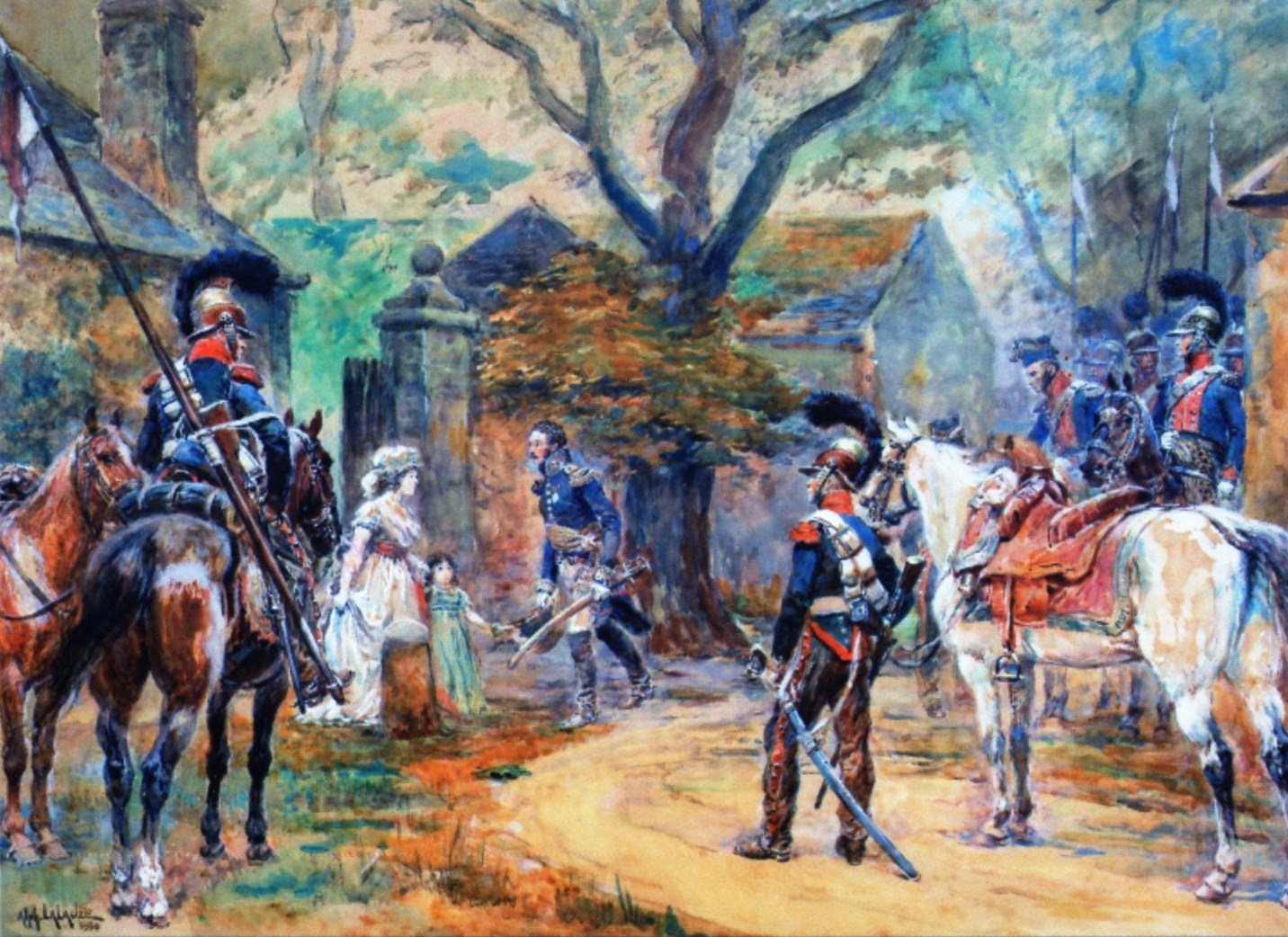
Madame Dupin de Francueil et sa petite-fille, Aurore, reçoivent le général Alphonse de Colbert (1776-1843), au château de Nohant, en 1815. Peinture d'Alphonse Lalauze.

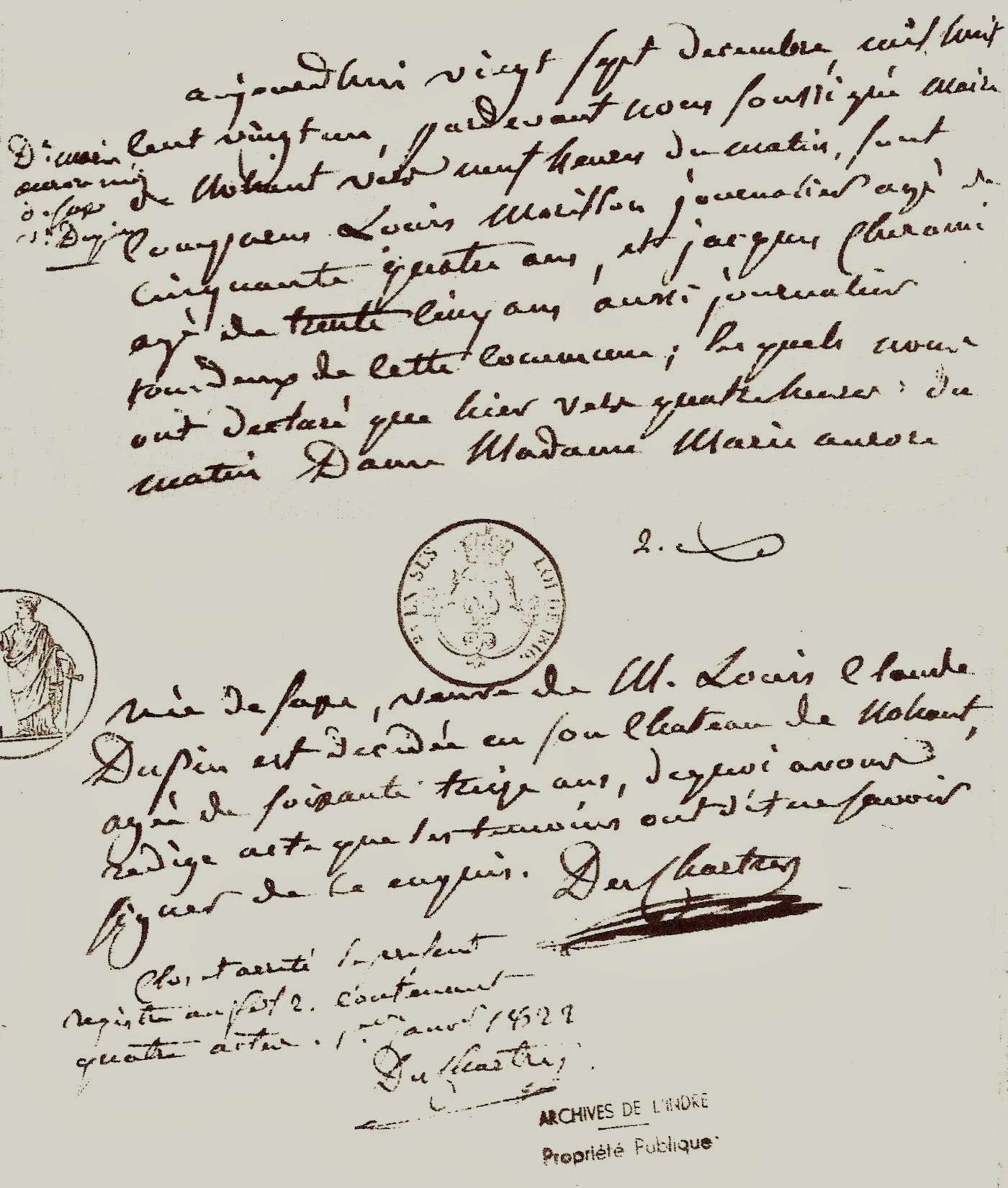
Acte de décès de Marie-Aurore de Saxe, veuve de Louis Dupin de Francueil, le 26 décembre 1821 au Château de Nohant.

Au mois de mars 1808, Maurice Dupin, aide de camp de Joachim Murat, est en Espagne. Sophie enceinte de sept mois, décide de rejoindre son époux à Madrid en compagnie d'Aurore et ce, malgré l'opposition formelle de Maurice. Le déplacement met en danger inutilement toute la famille et surtout le bébé que porte Sophie. Quant à la situation en Espagne, elle est plus que périlleuse, du fait de l'état de guerre. Malgré tout, la mère et la fille arrivent courant mai, après un trajet pénible. Le 2 mai, le peuple madrilène s'était soulevé et les troupes françaises réprimèrent la révolte dans le sang. Les craintes de Maurice Dupin étaient justifiées. Son second enfant, un fils prénommé Auguste, naît à Madrid le 12 juin 1808, mais il est aveugle. Après le départ de Murat pour le trône de Naples, Maurice et les siens prennent le chemin du retour et doivent faire escale à Nohant, où ils arrivent à la fin du mois de juillet. Le 8 septembre 1808, Auguste meurt d'épuisement et de maladie, consécutifs à l'éprouvant voyage d'Espagne. Un autre drame va endeuiller la famille. Huit jours après le décès de son fils, Maurice meurt accidentellement le 16 septembre 1808 d'une chute de cheval sur la route de Châteauroux à Nohant. Marie-Aurore ne se remettra jamais de la mort brutale de son fils.
Marie-Aurore annonce à son ami, François Robin de Scévole, la mort de Maurice. La plus émouvante des correspondances, d'une mère qui vient de perdre son fils unique, quelques jours après la disparition de son petit-fils. L'émotion de Marie-Aurore est telle, que la lettre écrite au château de Nohant, est datée du 12 septembre 1808, alors que Maurice meurt le 16 septembre. À la fin de la page, les larmes de Marie-Aurore laissent des traces, visibles encore aujourd'hui. Le sceau Dupin dans l'entête du courrier, est de couleur noire :

« Monsieur de Scévole, Indre à Argenton »

« Je veux vous écrire moi-même, mon ami, et je ne puis ! Vous entendez mes cris, vous voyez mes larmes, mon désespoir. Que vous dirai-je ? Que je vis encore. Hélas pour souffrir, pour pleurer, pour aller m'étendre sur la tombe de mon enfant. Elle est là, près de moi : il est sourd à mes douleurs. Ce silence est l'arrêt de ma mort ! Que ferai-je maintenant de la vie ? Plus d'avenir ! Un vide affreux, au fond duquel je ne trouve que l'ombre de mon cher Maurice ! Vous savez combien il m'était cher, jugez de l'excès de mes maux ! Adieu, vous le voyez, mes larmes m'aveuglent, je succombe à mon infortune ! Je suis cependant encore sensible à la part que vous et Mme de Scévole, voulez bien y prendre et je suis sûre que vous regrettez mon cher fils. Ah mon Dieu ! Quel malheur ! »

Désormais, le seul lien qui la rattache au fils disparu, sera sa petite-fille, Aurore. Celle-ci devient l'enjeu de la rivalité entre mère et grand-mère. Finalement, Sophie-Victoire Delaborde, abandonne la tutelle de l'enfant le 28 janvier 1809 au profit de Marie-Aurore de Saxe, moyennant une tractation financière et reçoit une rente annuelle. Aurore Dupin est ainsi élevée par sa grand-mère et François Deschartres qui après avoir été le précepteur de Maurice Dupin, devient celui de sa fille. Marie-Aurore de Saxe préfère passer la mauvaise saison dans la capitale et elle achète un appartement rue Neuve-des-Mathurins, à proximité du logement de sa belle-fille. Malgré un droit de visite, Sophie Delaborde n'a pas la permission d'emmener sa fille Aurore, chez elle. Toutefois cet accord sera modifié par la suite. Marie-Aurore de Saxe prodigue la plus grande attention à sa petite-fille et lui fait découvrir Jean-Jacques Rousseau. Cette affection est réciproque, Aurore apprécie sa grand-mère à l'esprit délicat et cultivé.
La santé de Marie-Aurore décline, consciente que son temps lui est compté. Elle a pour dessein de marier sa petite-fille au plus tôt et de la faire son unique héritière, tant de ses biens que des terres et du domaine de Nohant. Au mois de janvier 1821, un projet de mariage est envisagé avec l'un des cousins d'Aurore, Auguste Vallet de Villeneuve, veuf depuis 1812 de Laure de Ségur et détenteur du marquisat du Blanc. Mais il est âgé de 42 ans, alors que sa promise n'a que 16 ans. D'autre part, Marie-Aurore désigne par une clause testamentaire, le tuteur légal de sa petite-fille. Il s'agit du frère aîné d'Auguste, le comte René Vallet de Villeneuve, propriétaire du château de Chenonceau.
Madame Dupin de Francueil a une attaque d'apoplexie à la fin du mois de février 1821. Au cours de cette dernière année, Aurore veille sur sa grand-mère. Marie-Aurore de Saxe meurt à Nohant, le 26 décembre 1821 et ses dernières paroles sont pour sa petite-fille : « tu perds ta meilleure amie ».
Marie-Aurore repose désormais auprès de son fils Maurice, dans le domaine de Nohant.

## Marie-Aurore de Saxe par George Sand
George Sand dans son livre autobiographique, Histoire de ma vie, fait état des origines de sa grand-mère, Marie-Aurore de Saxe, après des recherches dans les archives et les bibliothèques. Elle cite notamment, l'arrêt du Parlement de Paris en date du 15 mai 1766 et l'ouvrage de Maître Jean-Baptiste Denisart, procureur au Châtelet de Paris, Collection de décisions nouvelles et de notions relatives à la jurisprudence actuelle, dans son édition de 1771, tome III, page 704 : 

« La demoiselle Marie-Aurore, fille naturelle de Maurice, comte de Saxe, maréchal général des camps et armées de France, avait été baptisée sous le nom de fille de Jean-Baptiste de la Rivière, bourgeois de Paris, et de Marie Rinteau, sa femme. La demoiselle Aurore étant sur le point de se marier, le sieur de Montglas avait été nommé son tuteur par sentence du Châtelet, du 3 mai 1766. Il y eut de la difficulté pour la publication des bans, la demoiselle Aurore ne voulant point consentir à être qualifiée de fille du sieur la Rivière, encore moins de fille de père et mère inconnus. La demoiselle Aurore présenta requête à la cour à l'effet d'être reçue appelante de la sentence du Châtelet. La cour, plaidant Me Thétion pour la demoiselle Aurore, qui fournit la preuve complète, tant par la déposition du sieur Gervais, qui avait accouché sa mère, que par les personnes qui l'avaient tenue sur les fonts baptismaux, etc…, qu'elle était fille naturelle du comte de Saxe et qu'il l'avait toujours reconnue pour sa fille ; Me Massonnet pour le premier tuteur qui s'en rapportait à justice, sur les conclusions conformes de M. Joly de Fleury, avocat général, rendit, le 4 juin 1766, un arrêt qui infirma la sentence du 3 mai précédent ; émendant, nomma Me Giraud, procureur en la cour, pour tuteur de la demoiselle Aurore, la déclara en possession de l'état de fille naturelle de Maurice, comte de Saxe, la maintint et garda dans ledit état et possession d'icelui ; ce faisant, ordonna que l'acte baptistaire inscrit sur les registres de la paroisse de Saint-Gervais et Saint-Protais de Paris, à la date du 19 octobre 1748, ledit extrait contenant : Marie-Aurore, fille, présentée ledit jour à ce baptême par Antoine-Alexandre Colbert, marquis de Sourdis, et par Geneviève Rinteau, parrain et marraine, sera réformé, et qu'au lieu des noms de Jean-Baptiste de la Rivière, bourgeois de Paris, et de Marie Rinteau, sa femme, il sera après le nom de Marie-Aurore, fille, ajouté ces mots : naturelle de Maurice, comte de Saxe, maréchal général des camps et armées de France, et de Marie Rinteau ; et ce par l'huissier de notre dite cour, porteur du présent arrêt, etc… »

Ce livre a été par la suite réimprimé avec des mises à jour et des corrections notables, dont l'édition de 1784. George Sand précise également la filiation certaine de Marie-Aurore de Saxe avec son père naturel, le maréchal Maurice de Saxe :

« Une autre preuve irrécusable que ma grand-mère eût pu revendiquer devant l'opinion publique, c'est la ressemblance avérée qu'elle avait avec le maréchal de Saxe, et l'espèce d'adoption que fit d'elle la Dauphine, fille du roi Auguste, nièce du maréchal, mère de Charles X et de Louis XVIII. Cette princesse la plaça à Saint-Cyr et se chargea de son éducation et de son mariage, lui intimant défense de voir et fréquenter sa mère. À quinze ans, Aurore de Saxe sortit de Saint-Cyr pour être mariée au comte de Horn bâtard de Louis XV, et lieutenant du roi à Schelestadt. Elle le vit pour la première fois la veille de son mariage et en eut grand-peur, croyant voir marcher le portrait du feu roi, auquel il ressemblait d'une manière effrayante. »

## Généalogie
```
Frédéric-Auguste, électeur de Saxe et roi de Pologne
 (1670-1733)
x (filiation naturelle) 
Aurore de Koenigsmark
 (1662-1728)
│
└──> 
Maurice de Saxe
 (1696-1750)
     x (filiation naturelle) Marie Rinteau (1730-1775) dite « Mademoiselle de Verrières »
     │
     └──> Marie-Aurore de Saxe (1748-1821)
          x 1777 (d'abord à Londres, puis réhabilitation du mariage à Paris)
          │ 
Louis Dupin de Francueil
 (1715-1786)
          │
          └──> 
Maurice Dupin de Francueil
 (1778-1808)
               x 1804 
Sophie Victoire Delaborde
 (1773-1837)
               │
               └──> 
Aurore Dupin de Francueil
 (1804-1876) dite George Sand
```

Source : Joseph Valynseele et Denis Grando (préf. Jean Guitton), À la découverte de leurs racines, t. II, Paris, L'Intermédiaire des chercheurs et curieux, 1988, 220 p. (ISBN 2-901065-03-1), « § George Sand ».

Portraits familiaux
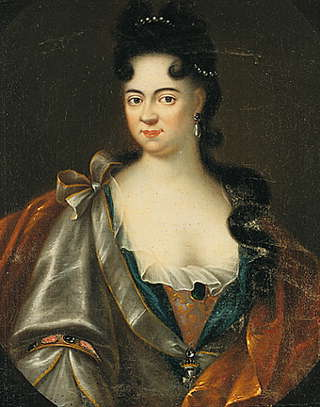
Marie-Aurore de Kœnigsmark, la grand-mère de Marie-Aurore de Saxe.
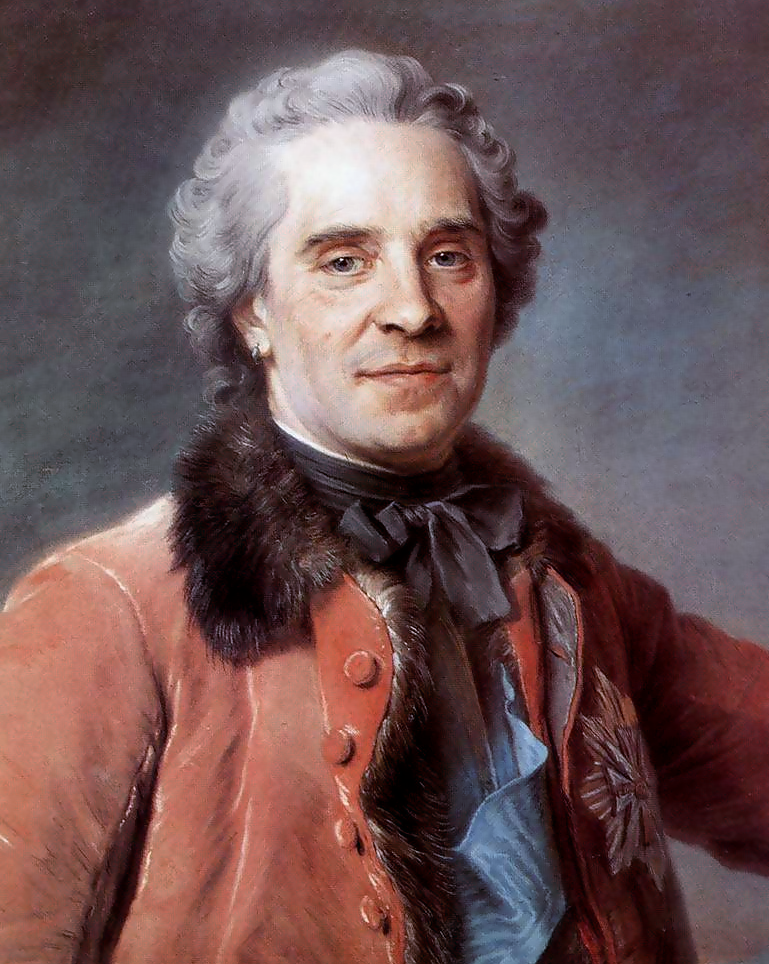
Maurice de Saxe, le père de Marie-Aurore.
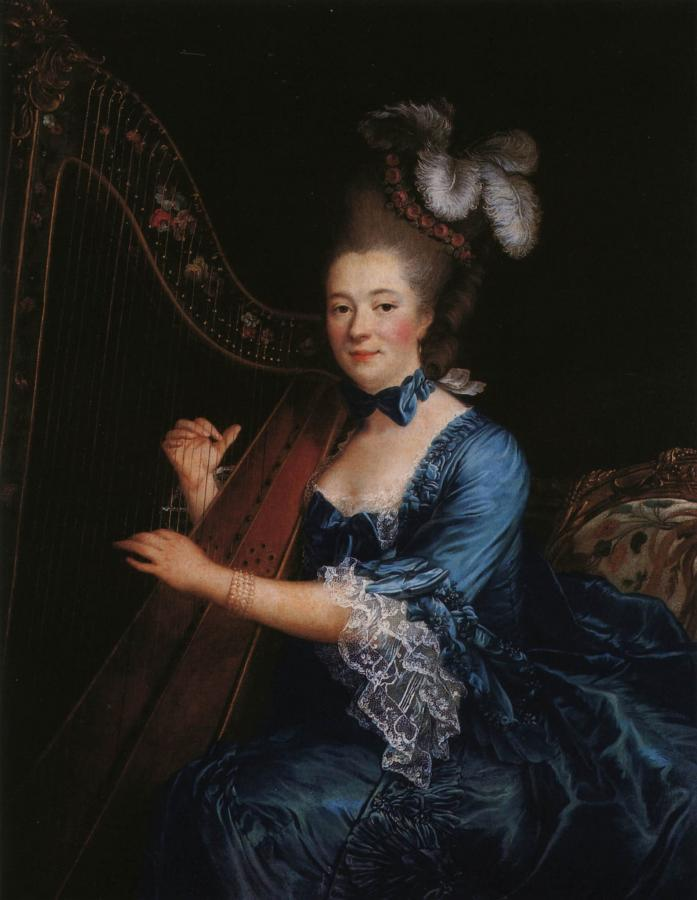
Marie Rinteau, la mère de Marie-Aurore.
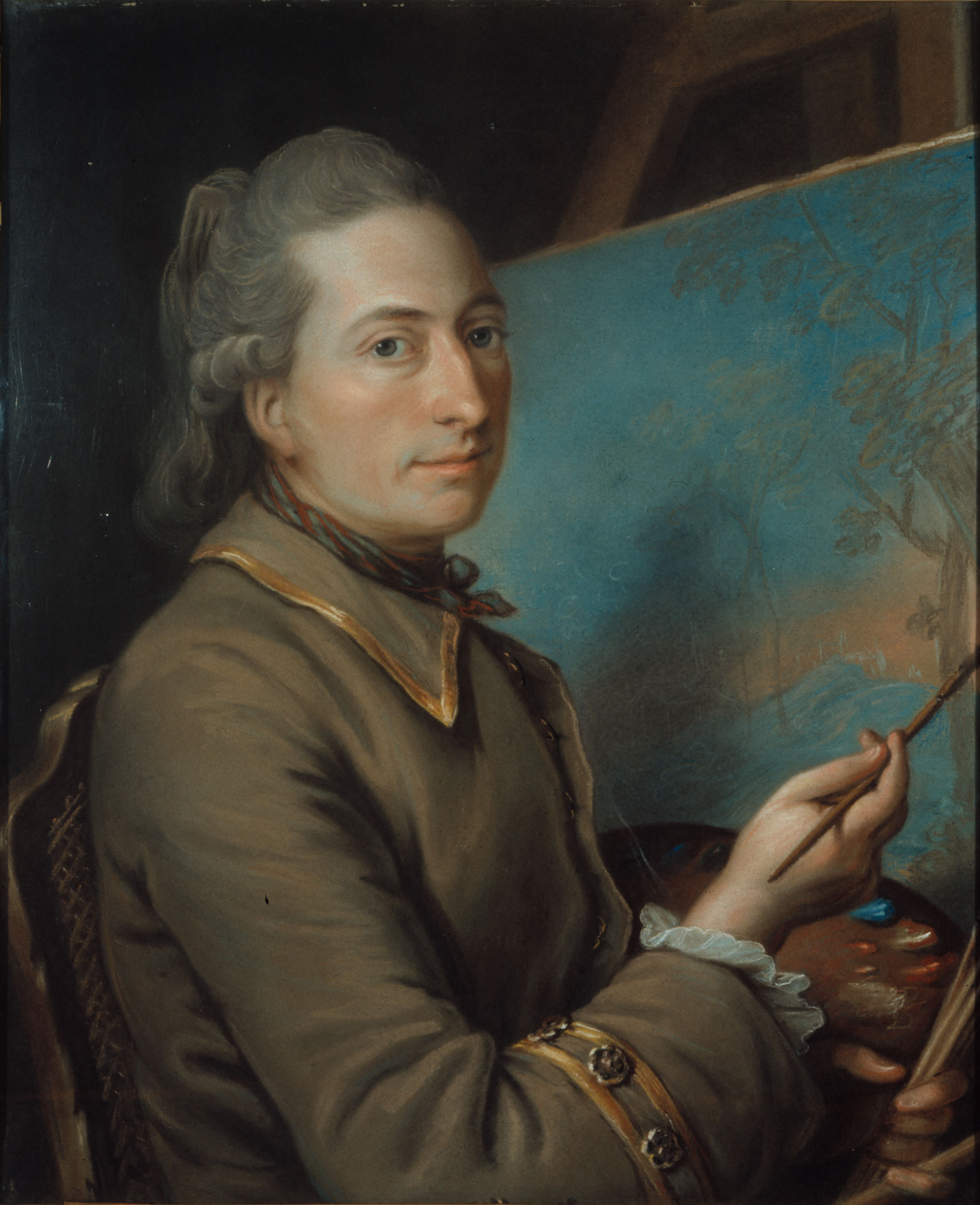
Louis Dupin de Francueil le second époux de Marie-Aurore.
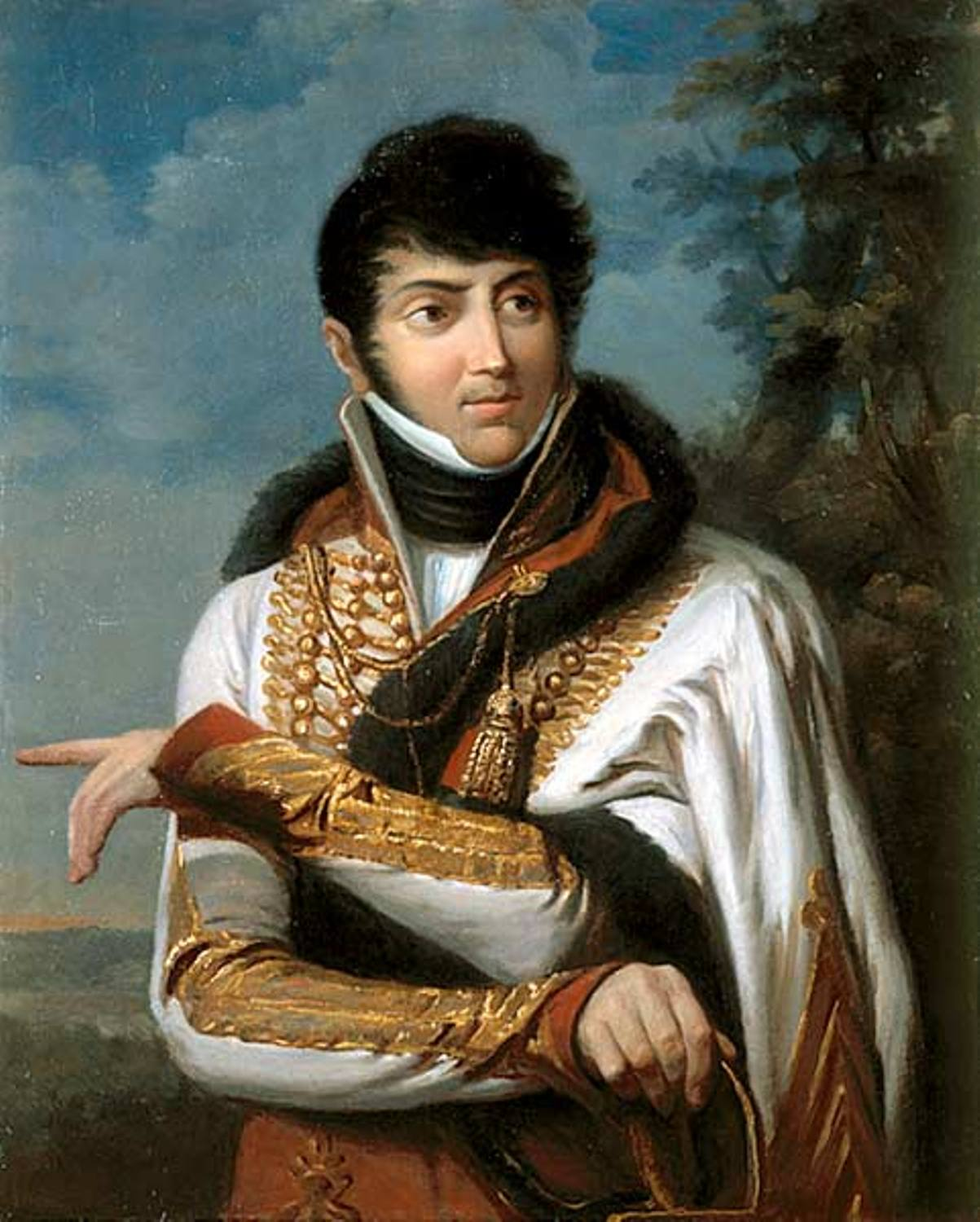
Maurice Dupin de Francueil en uniforme d'officier de l'armée impériale. Domaine de Nohant.

## Sources

### Base de données
- Notices d'autorité :   - VIAF
  - ISNI
  - BnF (données)
  - IdRef
  - GND
- Base de données bibliographiques WorldCat.org : « Marie-Aurore de Saxe »

### Ouvrages
- Se reporter au chapitre : Bibliographie.

### Archives nationales
Études notariales :
| Notaire                              | Période d'exercice            | Étude | Adresse                                                                      | Paroisse      | Quartier               | Ville | Notes |
| ------------------------------------ | ----------------------------- | ----- | ---------------------------------------------------------------------------- | ------------- | ---------------------- | ----- | --- |
| Me Charles Nicolas Denis de Villiers | 26 octobre 1780 au 7 mai 1822 | XXIX  | rue des Boucheries au faubourg Saint-Germain 3 rue de Grenelle-Saint-Germain | Saint-Sulpice | Saint-Germain-des-Prés | Paris | Notaire d'Aurore de Saxe, rue des Boucheries de 1780 à 1785 et 3 rue de Grenelle-Saint-Germain de 1786 à 1822.                                                     |
| Me Achille Nicolas René Tourin       | 7 mai 1822 au 19 octobre 1842 | XXIX  | 3 rue de Grenelle-Saint-Germain                                              | Saint-Sulpice | Saint-Germain-des-Prés | Paris | Aurore Dupin de Francueil et future George Sand, prend comme notaire, Me Achille Nicolas René Tourin, successeur de Me Charles Nicolas Denis de Villiers, à Paris. |

Abréviations :
| AN                  | MC               | RE                 | ET                | Chiffres romains |
| ------------------- | ---------------- | ------------------ | ----------------- | ---------------- |
| Archives Nationales | Minutier Central | Cote du répertoire | Cote de la Minute | Étude notariale  |

Actes notariés :
| Date            | Notaire                           | Acte notarié                                                            | Cote du document                             | Lien Archives nationales                                          | Notes |
| --------------- | --------------------------------- | ----------------------------------------------------------------------- | -------------------------------------------- | ----------------------------------------------------------------- | --- |
| 15 janvier 1786 | Charles Nicolas Denis de Villiers | Testament de Claude-Sophie Dupin de Rochefort, déposé le 2 octobre 1788 | AN - MC - XXIX - 592 AN - MC - RE - XXIX - 4 | « Testament déposé de Dupin de Rochefort. »                       | Claude-Sophie Dupin de Rochefort, petit-fils de Claude Dupin, époux d'Anne-Jeanne-Sophie de Serre de Saint Roman, n'a pas de postérité et rédige son testament le 15 janvier 1786 à Paris. Sa succession devait revenir à Pierre-Armand Vallet de Villeneuve, neveu de sa grand-mère, Mme Louise de Fontaine-Dupin. Contre toute attente, Claude-Sophie Dupin de Rochefort nomme et institue son légataire universel, son cousin mineur Maurice-François-Élisabeth Dupin de Francueil, fils de son oncle Louis Claude Dupin de Francueil. Le testament est déposé à l'étude notariale par Marie-Aurore de Saxe, veuve de Louis Dupin de Francueil, le 2 octobre 1788. Au décès de Claude-Sophie Dupin de Rochefort, le 18 septembre 1788 au château de Chenonceau, Maurice Dupin de Francueil, n'a que dix ans. |
| 28 février 1786 | Charles Nicolas Denis de Villiers | Acte de transaction                                                     | AN - MC - ET - XXIX - 581                    | « Acte de transaction par Marie Aurore de Saxe. »                 | Intitulé du document : Saxe (Marie Aurore, née de) épouse de Louis Claude Dupin, écuyer, receveur général des finances de Metz et Alsace, rue du Roi-de-Sicile, paroisse Saint-Gervais § Transaction. |
| 2 mars 1786     | Charles Nicolas Denis de Villiers | Acte de mainlevée                                                       | AN - MC - ET - XXIX - 581                    | « Acte de mainlevée par Marie Aurore de Saxe. »                   | Le 2 mars 1786, acte de mainlevée par Marie-Aurore de Saxe. Intitulé du document : Saxe (Marie Aurore, née de) épouse de Louis Claude Dupin, écuyer, receveur général des finances de Metz et Alsace, rue du Roi-de-Sicile, paroisse Saint-Gervais § Mainlevée par Marie Aurore, née de Saxe. |
| 21 mai 1786     | Charles Nicolas Denis de Villiers | Testament de Louis Claude Dupin                                         | MC - RE - XXIX - 4                           | « Testament de Louis Claude Dupin. »                              | Louis Claude Dupin de Francueil rédige son testament. Il meurt à Paris, paroisse Saint-Gervais, le 6 juin 1786. |
| 20 juin 1786    | Charles Nicolas Denis de Villiers | Acte de notoriété                                                       | AN - MC - ET - XXIX - 582 MC - RE - XXIX - 4 | « Acte de notoriété de Louis Claude Dupin. »                      | Louis Claude Dupin de Francueil meurt à Paris, paroisse Saint-Gervais, le 6 juin 1786. Intitulé du document : Dupin (Louis Claude) receveur général des finances de Metz et Alsace, rue du Roi-de-Sicile, paroisse Saint-Gervais § Notoriété après décès de Louis Claude Dupin, inhumé à Saint-Gervais le 7 juin 1786. |
| 27 juin 1786    | Charles Nicolas Denis de Villiers | Inventaire après décès                                                  | AN - MC - ET - XXIX - 582                    | « Inventaire après décès de Louis Claude Dupin. »                 | Le 27 juin 1786, inventaire après décès déposé chez Me Charles Nicolas Denis de Villiers. Intitulé du document : Inventaire après décès de Louis Claude Dupin, écuyer, receveur général des finances de Metz et Alsace, époux d'Aurore, née de Saxe, demeurant rue du Roi-de-Sicile, numéro 15, Quartier Saint-Antoine. |
| 23 août 1793    | Charles Nicolas Denis de Villiers | Origine de la propriété de Nohant                                       | AN - MC - XXIX - ET- 619                     | « Acquisition du domaine de Nohant par Marie-Aurore de Saxe. »    | Le 23 août 1793, vente à Marie-Aurore de Saxe, veuve de Louis-Claude Dupin de Francueil, de la terre de Nohan. Marie-Aurore de Saxe achète le domaine de Nohant pour un montant de 230 000 livres à Pierre Philippe Péarron de Serennes, ancien officier d'infanterie et gouverneur de Vierzon, cousin de la famille Dupin de Francueil. |
| 8 février 1822  | Charles Nicolas Denis de Villiers | Inventaire après décès de Marie-Aurore de Saxe                          | AN - MC - RE - XXIX - 12                     | « Inventaire après décès et succession de Marie-Aurore de Saxe. » | Marie-Aurore de Saxe meurt au château de Nohant, le 26 décembre 1821. Le 8 février 1822, inventaire après décès de Marie-Aurore de Saxe, veuve de Louis-Claude Dupin, receveur des finances à Metz et en Alsace, chevalier. Domicile : no 12 rue Neuve des-Mathurins à Paris. L'inventaire est déposé chez Me Charles Nicolas Denis de Villiers, notaire. Le 30 juin 1838, renonciation à bénéfice d'inventaire. Document Archives nationales, sous la cote : AN - ET - XXXII - 376. |
| 21 août 1822    | Achille Nicolas René Tourin       | Délivrance de legs de Marie-Aurore de Saxe (testament)                  | AN - MC - ET - XXIX - 879                    | « Délivrance de legs de Marie-Aurore de Saxe. »                   | Le 21 août 1822, délivrance de legs de Marie-Aurore de Saxe par Antoinette Sophie Victoire Delaborde, établi chez Me Achille Nicolas René Tourin, notaire. Intitulé du document : Saxe (Marie-Aurore de) veuve de Louis-Claude Dupin. § Délivrance de legs de Marie-Aurore de Saxe par Antoinette Sophie Victoire Delaborde, veuve de Maurice-François-Élisabeth Dupin, demeurant rue des Mathurins, tutrice d'Armandine-Aurore-Lucile Dupin, sa fille mineure, légataire universelle de défunte Marie-Aurore de Saxe son aïeule. Trois jours après cette délivrance de legs, le 24 août 1822, est rédigé chez Me Achille Tourin, le contrat de mariage entre François Dudevant et Amantine-Lucile-Aurore Dupin, future George Sand.                                                                            |

Arrêt du Parlement de Paris en 1766.
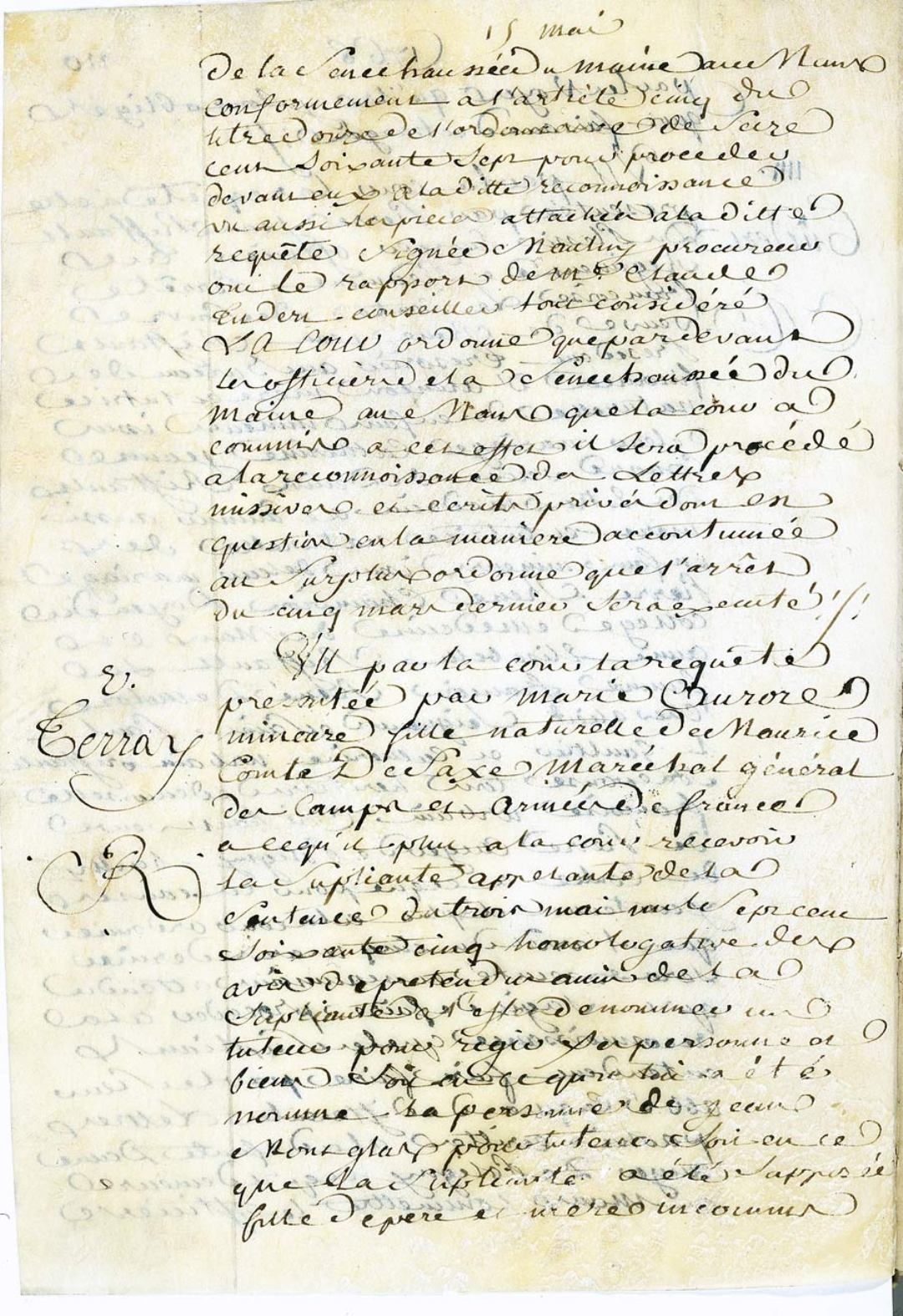
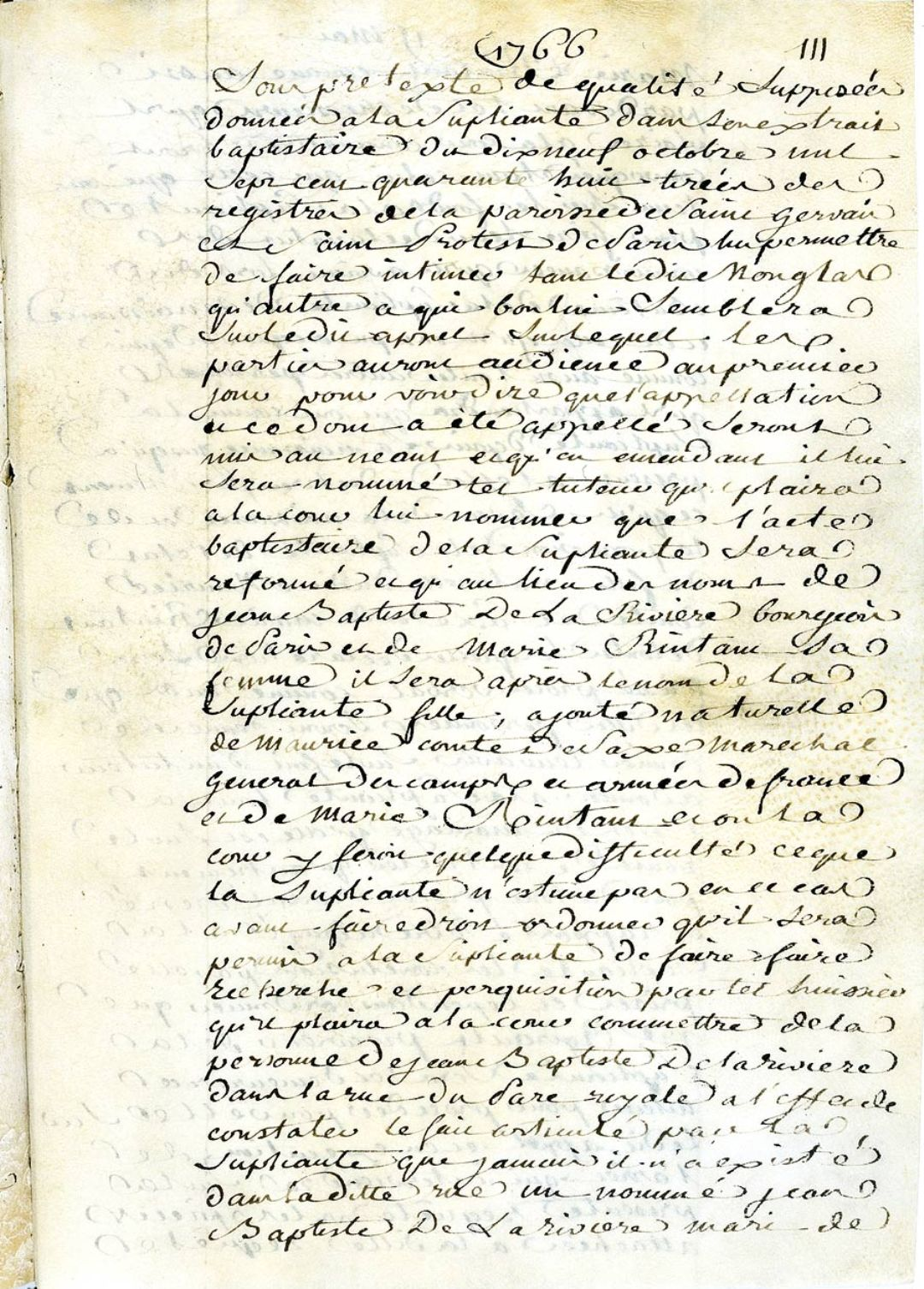

Acte de reconnaissance de Marie-Aurore de Saxe : La filiation paternelle de Marie-Aurore avec le maréchal de Saxe est officiellement reconnue par un Arrêt du Parlement de Paris, le 15 mai 1766. Source : Archives nationales à Paris.

### Archives générales

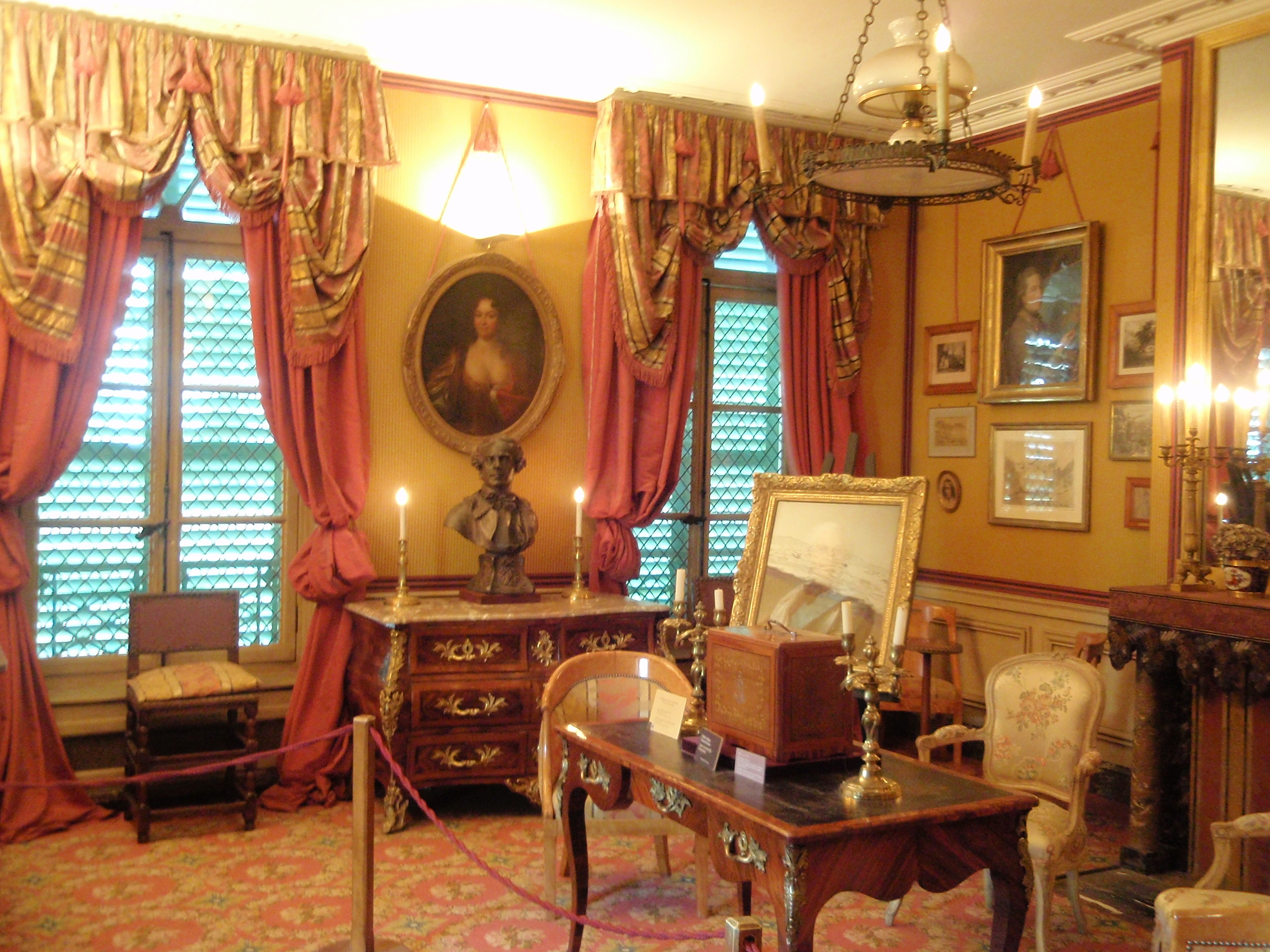
Salon George Sand. Musée de la Vie romantique à Paris.

- Département de l'Indre :
Domaine de George-Sand - Place du Château 36400 Nohant-Vic.
Musée George Sand - 71 rue Venôse 36400 La Châtre.
Archives Départementales de l'Indre - 1 rue Jeanne d'Arc 36000 Châteauroux.
Archives municipales - Mairie de La Châtre. Place de l'Hôtel de Ville 36400 La Châtre.
- Département de Paris :
Archives nationales - no 60 rue des Francs-Bourgeois 75003 Paris
Minutier central des notaires de Paris - no 60 rue des Francs-Bourgeois 75141 Paris Cedex 03
Archives de Paris - Archives de l'État civil - no 18 boulevard Sérurier 75019 Paris
Bibliothèque nationale de France - Quai François Mauriac 75706 Paris Cedex 13.
Bibliothèque historique de la ville de Paris - Fonds George Sand - 24 rue Pavée 75004 Paris.
Musée de la Vie romantique - Hôtel Scheffer-Renan - 16 rue Chaptal 75009 Paris.

### Articles de l'encyclopédie
- Maurice de Saxe
- Louis Dupin de Francueil
- Maurice Dupin de Francueil
- Madame Dupin
- George Sand
- Musée de la Vie romantique, hôtel Scheffer-Renan, Paris (collections et souvenirs de George Sand).